# Haplopeodes tigrensis
Haplopeodes tigrensis är en tvåvingeart som beskrevs av Spencer 1963. Haplopeodes tigrensis ingår i släktet Haplopeodes och familjen minerarflugor. Inga underarter finns listade i Catalogue of Life.